# Chaetasbolisia falcata
Chaetasbolisia falcata är en svampart som beskrevs av V.A.M. Mill. & Bonar 1941. Chaetasbolisia falcata ingår i släktet Chaetasbolisia, divisionen sporsäcksvampar och riket svampar.   Inga underarter finns listade i Catalogue of Life.